# Carex hanseniana
Carex hanseniana là một loài thực vật có hoa trong họ Cói. Loài này được Junge mô tả khoa học đầu tiên năm 1908.